# Peseux, Jura
Peseux är en kommun i departementet Jura i regionen Bourgogne-Franche-Comté i östra Frankrike. Kommunen ligger i kantonen Chemin som tillhör arrondissementet Dole. År 2022 hade Peseux 295 invånare.

## Befolkningsutveckling
Antalet invånare i kommunen Peseux
Referens:INSEE